# Grignon (Savoie)
Grignon ist eine französische Gemeinde mit 2104 Einwohnern (Stand 1. Januar 2022) im Département Savoie in der Region Auvergne-Rhône-Alpes. Sie gehört zum Kanton Albertville-2 im Arrondissement Albertville.

## Geographie

### Lage
Grignon liegt auf 328 m Höhe am Fluss Isère, etwa 37 Kilometer ostnordöstlich der Präfektur Chambéry, 64 Kilometer südsüdöstlich der Stadt Genf und 73 Kilometer nordöstlich der Stadt Grenoble (Luftlinie). Nachbargemeinden von Grignon sind Albertville im Norden, Esserts-Blay im Osten, Monthion im Süden und Gilly-sur-Isère im Nordwesten.

### Topographie
Die Fläche des 9,29 km² großen Gemeindegebiets umfasst im mittleren Isère-Tal einen Abschnitt am linken Ufer des Flusses, gegenüber der Stadt Albertville. Der Fluss bildet auf etwa zwei Kilometern Länge die nördliche Gemeindegrenze und schwenkt in diesem Bereich auf die gegenüberliegende Seite einer breiten Schwemmlandebene, so dass Raum für das Hauptsiedlungsgebiet von Grignon entsteht. Am Rand dieser Ebene steigt der Gemeindeboden abrupt an und umfasst die Talflanke bis zu einer Erhebung von 1661 m in den Nordausläufern des Grand Arc, dem am weitesten nördlich gelegenen Gipfel des Vanoise-Gebirges. Der Bergrücken dieses Nordausläufers bildet hierbei die östliche Gemeindegrenze. Mit der fast vollständig bewaldeten Talflanke erreicht die Gemeinde einen Waldanteil von 81,4 %, anteilsmäßig gefolgt von 10,4 % Flächen mit Wohnbebauung. Landwirtschaftlich genutzter Boden spielt mit 5,2 % nur eine untergeordnete Rolle.

### Gemeindegliederung

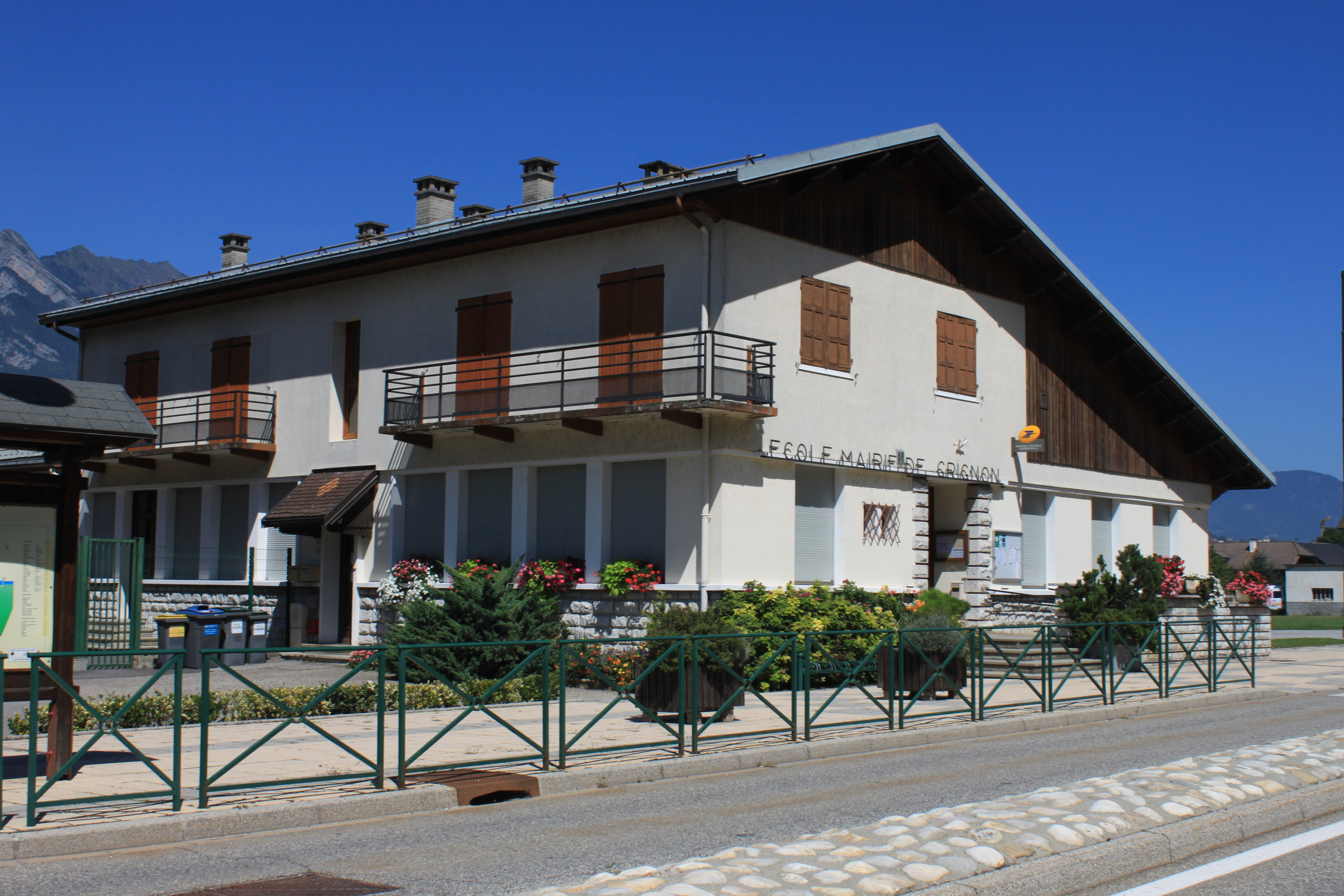
Das Bürgermeisteramt (mairie) von Grignon

Das Dorf Grignon bildet zusammen mit der westlichen Nachbargemeinde Monthion ein kontinuierliches Siedlungsgebiet. Der an Monthion grenzende Teil hat den Namen Neveau le bas, dazu gehört der Weiler Neveau le haut (rund 380 m) im unteren Teil der hier etwas flacher ausgeprägten Talflanke. Oberhalb des eigentlichen Dorfkerns befindet sich außerdem Saint-Guérin (524 m).

## Geschichte

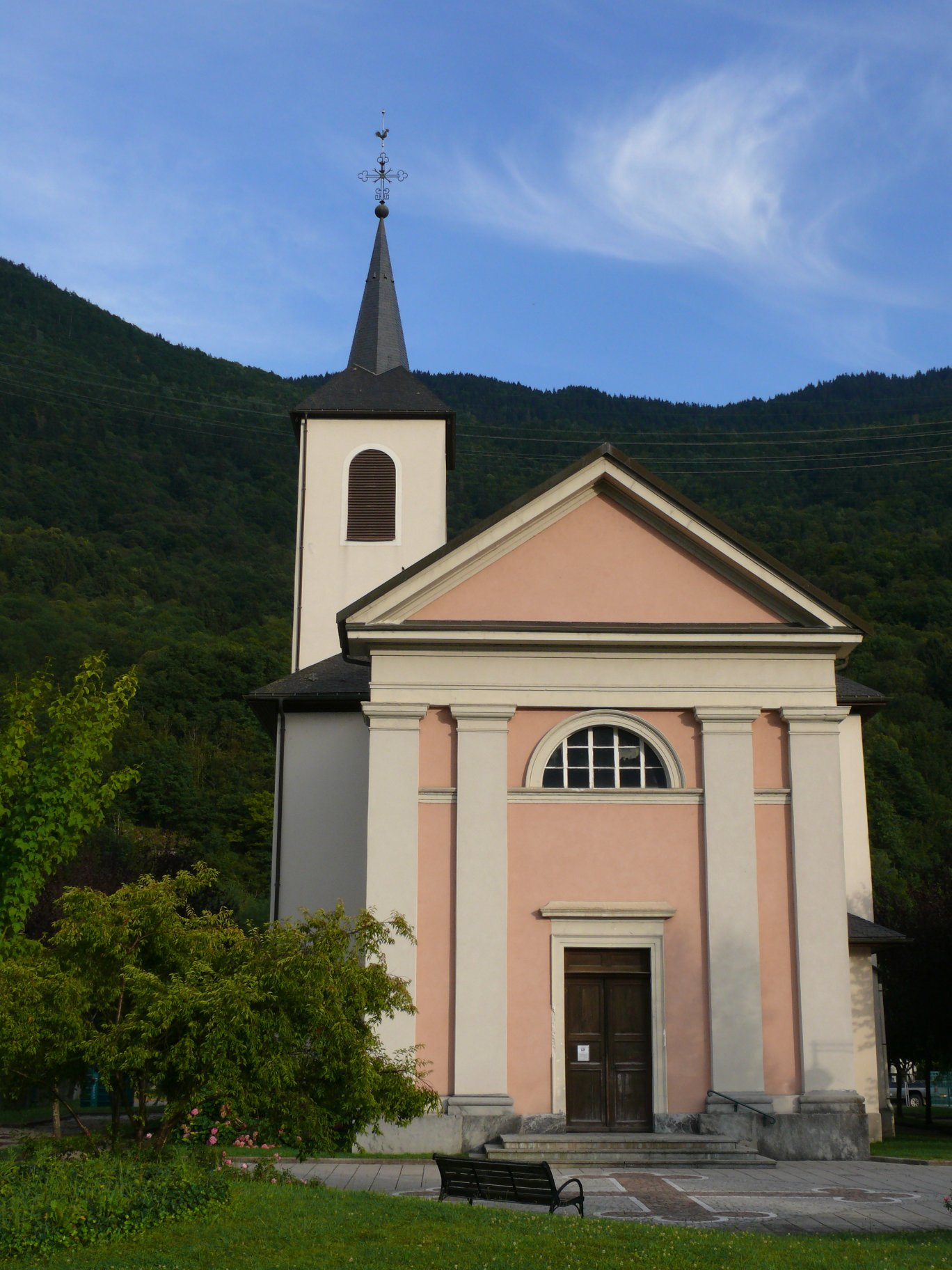
Dorfkirche von Grignon

Der Ort erscheint im Mittelalter erstmals 1245 als Herkunftsangabe einer Person (Johannes sacerdos de Grinon). Die Begradigung und Eindeichung der Isère im 18. und 19. Jahrhundert machte größere Bereiche des Talbodens urbar und ermöglichte die heutige Besiedelung.

## Bevölkerung
| Jahr                       | 1962 | 1968 | 1975 | 1982 | 1990 | 1999 | 2006 | 2011 | 2018 |
| Einwohner                  | 756  | 904  | 1113 | 1373 | 1610 | 1688 | 1975 | 1929 | 2113 |
| Quellen: Cassini und INSEE |      |      |      |      |      |      |      |      |      |

Mit 2104 Einwohnern (Stand 1. Januar 2022) gehört Grignon zu den mittelgroßen Gemeinden des Départements Savoie. Nachdem die Einwohnerzahl während des 19. und 20. Jahrhunderts stabil bei etwa 400 Einwohnern gelegen hatte, setzte in den 1960er Jahren eine sprunghafte Bevölkerungszunahme ein. Diese ist auf die Urbanisierung von Albertville zurückzuführen, die Grignon zu einem Vorort dieser Stadt machte. Die Ortsbewohner von Grignon heißen auf Französisch Grignolain(e)s.

## Wirtschaft und Infrastruktur
Grignon war bis weit ins 20. Jahrhundert hinein ein vorwiegend durch die Land- und Forstwirtschaft geprägtes Dorf. Daneben gibt es heute verschiedene Betriebe des lokalen Kleingewerbes. Vor allem hat sich das Dorf zu einer Wohngemeinde entwickelt, deren Erwerbstätige in den größeren Ortschaften der Umgebung, vor allem im Raum Albertville, ihrer Arbeit nachgehen.
Durch das Dorf verläuft die Departementsstraße D925, die von Albertville aus die Ortschaften flussabwärts am linken Ufer der Isère erschließt. In den nördlichen Nachbargemeinden bestehen Anschlussmöglichkeiten an die regionale Infrastruktur im Isère-Tal, nämlich an die Autobahn A430 und die Bahnstrecke Saint-Pierre-d’Albigny–Bourg-Saint-Maurice mit Bahnhof in Albertville. Als Flughäfen in der Region kommen Chambéry-Savoie (Entfernung 60 km) und Genf (94 km) in Frage.

### Bildung
In Grignon befinden sich eine Vorschule (école maternelle) und eine Grundschule (école primaire).